# Carrie Underwood
Carrie Marie Underwood (Muskogee, Oklahoma; 10 de marzo de 1983) es una cantante y compositora estadounidense. Saltó a la fama tras ganar la cuarta temporada de American Idol en 2005, regresando como juez a partir de la vigesimotercera temporada. El sencillo de Underwood «Inside Your Heaven» (2005) la convirtió en la primera artista country en debutar en lo más alto de la lista Billboard Hot 100 y en la única artista country solista de la década de 2000 en tener una canción número uno en la lista. Su éxito se vio reforzado por otros sencillos crossover como «Jesus, Take the Wheel» y «Before He Cheats», y su álbum debut, Some Hearts (2005), el cual se convirtió en el álbum debut más vendido de todos los tiempos de una artista solista de country, siendo considerado por Billboard como el mejor álbum country de la década de 2000 y le valió a Underwood tres premios Grammy, incluido el de mejor artista nuevo. Le siguió Carnival Ride (2007), que vendió más de medio millón de copias en su primera semana y ganó dos premios Grammy. Su tercer álbum de estudio, Play On (2009), incluyó el exitoso sencillo «Cowboy Casanova».
Underwood logró el segundo lanzamiento más vendido por una mujer en 2012 y ganó un premio Grammy con su cuarto álbum, Blown Away (2012). Su álbum recopilatorio, Greatest Hits: Decade Number 1 (2014), batió múltiples récords de ventas y en las listas de éxitos, y dio lugar al sencillo «Something in the Water», ganador de un Grammy. Su quinto álbum de estudio, Storyteller (2015), la convirtió en la única artista country cuyos cinco primeros álbumes de estudio han alcanzado el número uno o dos en la lista Billboard 200. Con su sexto álbum, Cry Pretty (2018), se convirtió en la única mujer en encabezar el Billboard 200 con cuatro álbumes de estudio de country y tuvo la mayor semana de ventas para cualquier álbum de una mujer en 2018. En la década de 2020, ha publicado su primer álbum navideño, My Gift (2020), ha ganado el premio Grammy al mejor álbum roots góspel con su primer álbum góspel, My Savior (2021), y ha reforzado su imagen country pop con su álbum de estudio de 2022, Denim & Rhinestones.
Underwood es una de las artistas con mayores ventas de todos los tiempos, con más de 42 millones de sencillos y 18 millones de álbumes vendidos en todo el mundo. Es la artista femenina de country con más certificaciones (sencillos digitales) y una de las 15 artistas femeninas con más certificaciones de todos los tiempos, además de ser la artista femenina con más sencillos número uno (16 en total) en la lista estadounidense Country Airplay. Billboard la clasificó como la mejor artista country femenina de las décadas de 2000 y 2010, mientras que Pollstar la incluyó entre las 15 artistas femeninas con las giras más rentables de las últimas cuatro décadas. Entre sus galardones figuran diecisiete American Music Awards, ocho premios Grammy, doce Billboard Music Awards y cinco récords Guinness entre las artistas country femeninas, así como su inclusión en el Paseo de la fama de Hollywood y en el Grand Ole Opry. Rolling Stone  la consideró «la vocalista femenina de su generación en cualquier género», Time la incluyó entre las 100 personas más influyentes del mundo en 2014 y Forbes la declaró la ganadora más exitosa de American Idol. Fuera de la música, Underwood ha incursionado en la moda y la escritura, lanzando su línea de ropa de fitness Calia by Carrie en 2015, y el libro de fitness y estilo de vida más vendido del New York Times, Find Your Path en 2020.

## Primeros años
Carrie Marie Underwood nació el 10 de marzo de 1983 en Muskogee, Oklahoma, hija de Carole (Shatswell de soltera) y Steve Underwood. Tiene dos hermanas mayores, Shanna y Stephanie, y creció en la granja de sus padres en la cercana ciudad rural de Checotah. Su padre trabajaba en una fábrica de papel y su madre daba clases de primaria. Durante su infancia, cantó en el Robbins Memorial Talent Show, y cantó en su iglesia local, la primera Iglesia Bautista del libre albedrío. Más tarde cantó en eventos locales de Checotah, como el Old Settler's Day y en el Club de Leones.
Un admirador local consiguió que ella fuera a Nashville cuando tenía 14 años para hacer una audición para Capitol Records. En 1997, Capitol Records estaba preparando un contrato para Underwood, pero lo canceló cuando cambió la dirección de la empresa. Ella dijo al respecto: «Sinceramente, creo que es mucho mejor que ahora no haya salido nada de ello, porque entonces no habría estado preparada. Todo tiene una forma de salir bien».
En el instituto de Checotah fue miembro de la Sociedad de Honor, animadora y jugó al baloncesto y al sóftbol. Se graduó en el instituto de Checotah en 2001 como salutatorian. Al principio no se dedicó a cantar después de graduarse y una vez dijo: «Después del instituto, prácticamente abandoné el sueño de cantar. Había llegado a un punto en mi vida en el que tenía que ser práctica y prepararme para mi futuro en el "mundo real"».
Estudió en la Universidad Estatal del Nordeste de Tahlequah, Oklahoma, donde se licenció con honores magna cum laude en 2006 en comunicación de masas con especialización en periodismo. Pasó parte de uno de sus veranos como asistente del representante estatal de Oklahoma Bobby Frame. También trabajó de camarera en una pizzería, en un zoológico y en una clínica veterinaria. Es exalumna de la sección Alpha Iota de la hermandad Sigma Sigma Sigma.
Durante dos veranos actuó en el espectáculo Downtown Country de la Universidad Estatal del Nordeste en Tahlequah. Compitió en numerosos concursos de belleza de la universidad y fue elegida subcampeona de Miss NSU en 2004.

## Carrera

### 2004–2005:American Idol
A mediados de 2004, Underwood hizo una audición para la cuarta temporada de American Idol en San Luis, Misuri, cantando «I Can't Make You Love Me» de Bonnie Raitt. Después de cantar «Could've Been» de Tiffany en la noche de los 12 finalistas, el juez Simon Cowell comentó que sería una de las favoritas para ganar el concurso. Durante la presentación de los 11 finalistas en el episodio del 22 de marzo de 2005, cantó la famosa versión de «Alone» de la banda Heart, con Cowell prediciendo correctamente que ella no sólo ganaría el concurso, sino que también superaría en ventas a todos los ganadores anteriores del programa. Uno de los productores del programa dijo más tarde que Underwood dominaba las votaciones, ganando todas las semanas por un amplio margen. El 25 de mayo de 2005, Underwood se convirtió en la ganadora de la temporada. Su premio incluía un contrato discográfico de al menos un millón de dólares, el uso de un jet privado durante un año y un Ford Mustang descapotable.
| Presentaciones y resultados de la cuarta temporada de American Idol | Presentaciones y resultados de la cuarta temporada de American Idol | Presentaciones y resultados de la cuarta temporada de American Idol | Presentaciones y resultados de la cuarta temporada de American Idol | Presentaciones y resultados de la cuarta temporada de American Idol | Presentaciones y resultados de la cuarta temporada de American Idol |
| Semana                                                              | Tema                                                                | Canción                                                             | Artista original                                                    | Resultado                                                           |                                                                     |
| ------------------------------------------------------------------- | ------------------------------------------------------------------- | ------------------------------------------------------------------- | ------------------------------------------------------------------- | ------------------------------------------------------------------- | ------------------------------------------------------------------- |
| Audiciones                                                          | Elección del concursante                                            | «I Can't Make You Love Me»                                          | Bonnie Raitt                                                        | Avanzó                                                              |                                                                     |
| Hollywood                                                           | Elección del concursante                                            | «Young Hearts Run Free»                                             | Candi Staton                                                        | Avanzó                                                              |                                                                     |
| Top 75                                                              | Elección del concursante                                            | «Independence Day»                                                  | Martina McBride                                                     | Avanzó                                                              |                                                                     |
| Top 24 (12 mujeres)                                                 | Elección del concursante                                            | «Could've Been»                                                     | Tiffany                                                             | Salvada                                                             |                                                                     |
| Top 20 (10 mujeres)                                                 | Elección del concursante                                            | «Piece of My Heart»                                                 | Erma Franklin                                                       | Salvada                                                             |                                                                     |
| Top 16 (8 mujeres)                                                  | Elección del concursante                                            | «Because You Love Me»                                               | Jo Dee Messina                                                      | Salvada                                                             |                                                                     |
| Top 12                                                              | Canción de los años 60                                              | «When Will I Be Loved»                                              | The Everly Brothers                                                 | Salvada                                                             |                                                                     |
| Top 11                                                              | Números uno del Billboard                                           | «Alone»                                                             | i-TEN                                                               | Salvada                                                             |                                                                     |
| Top 10                                                              | Década de 1990                                                      | «Independence Day»                                                  | Martina McBride                                                     | Salvada                                                             |                                                                     |
| Top 9                                                               | Clásico de Broadway                                                 | «Hello, Young Lovers»                                               | Elenco de El rey y yo                                               | Salvada                                                             |                                                                     |
| Top 8                                                               | Año en que nacieron                                                 | «Love Is a Battlefield»                                             | Pat Benatar                                                         | Salvada                                                             |                                                                     |
| Top 7                                                               | Música de baile de los años 70                                      | «MacArthur Park»                                                    | Richard Harris                                                      | Salvada                                                             |                                                                     |
| Top 6                                                               | Siglo XXI                                                           | «When God-Fearin' Women Get the Blues»                              | Martina McBride                                                     | Salvada                                                             |                                                                     |
| Top 5                                                               | Leiber y Stoller                                                    | «Trouble»                                                           | Elvis Presley                                                       | Salvada                                                             |                                                                     |
| Top 5                                                               | Lista actual del Billboard                                          | «Bless the Broken Road»                                             | Nitty Gritty Dirt Band                                              | Salvada                                                             |                                                                     |
| Top 4                                                               | Música country                                                      | «Sin Wagon»                                                         | Dixie Chicks                                                        | Salvada                                                             |                                                                     |
| Top 4                                                               | Gamble y Huff                                                       | «If You Don't Know Me by Now»                                       | Harold Melvin & the Blue Notes                                      | Salvada                                                             |                                                                     |
| Top 3                                                               | Elección de Clive Davis                                             | «Crying»                                                            | Roy Orbison                                                         | Salvada                                                             |                                                                     |
| Top 3                                                               | Elección del concursante                                            | «Making Love Out of Nothing at All»                                 | Air Supply                                                          | Salvada                                                             |                                                                     |
| Top 3                                                               | Elección del juez (Randy Jackson)                                   | «Man! I Feel Like a Woman!»                                         | Shania Twain                                                        | Salvada                                                             |                                                                     |
| Final                                                               | Sencillo del Idol                                                   | «Inside Your Heaven»                                                | Carrie Underwood                                                    | Ganadora                                                            |                                                                     |
| Final                                                               | Elección del concursante                                            | «Independence Day»                                                  | Martina McBride                                                     | Ganadora                                                            |                                                                     |
| Final                                                               | Elección del productor                                              | «Angels Brought Me Here»                                            | Guy Sebastian                                                       | Ganadora                                                            |                                                                     |

### 2005–2007:Some Heartsy primeros logros
Luego de haber ganado la cuarta temporada de American Idol, Underwood firmó un contrato de más de medio millón de dólares con Arista y con una afiliado de la compañía, 19.
Underwood lanzó la canción que interpretó en la final de American Idol, Inside Your Heaven, como el sencillo que iba a promocionar a la cantante. Debutó en el número uno de Billboard Hot 100, siendo la única canción country en el número uno del Hot 100 de los años 2000.

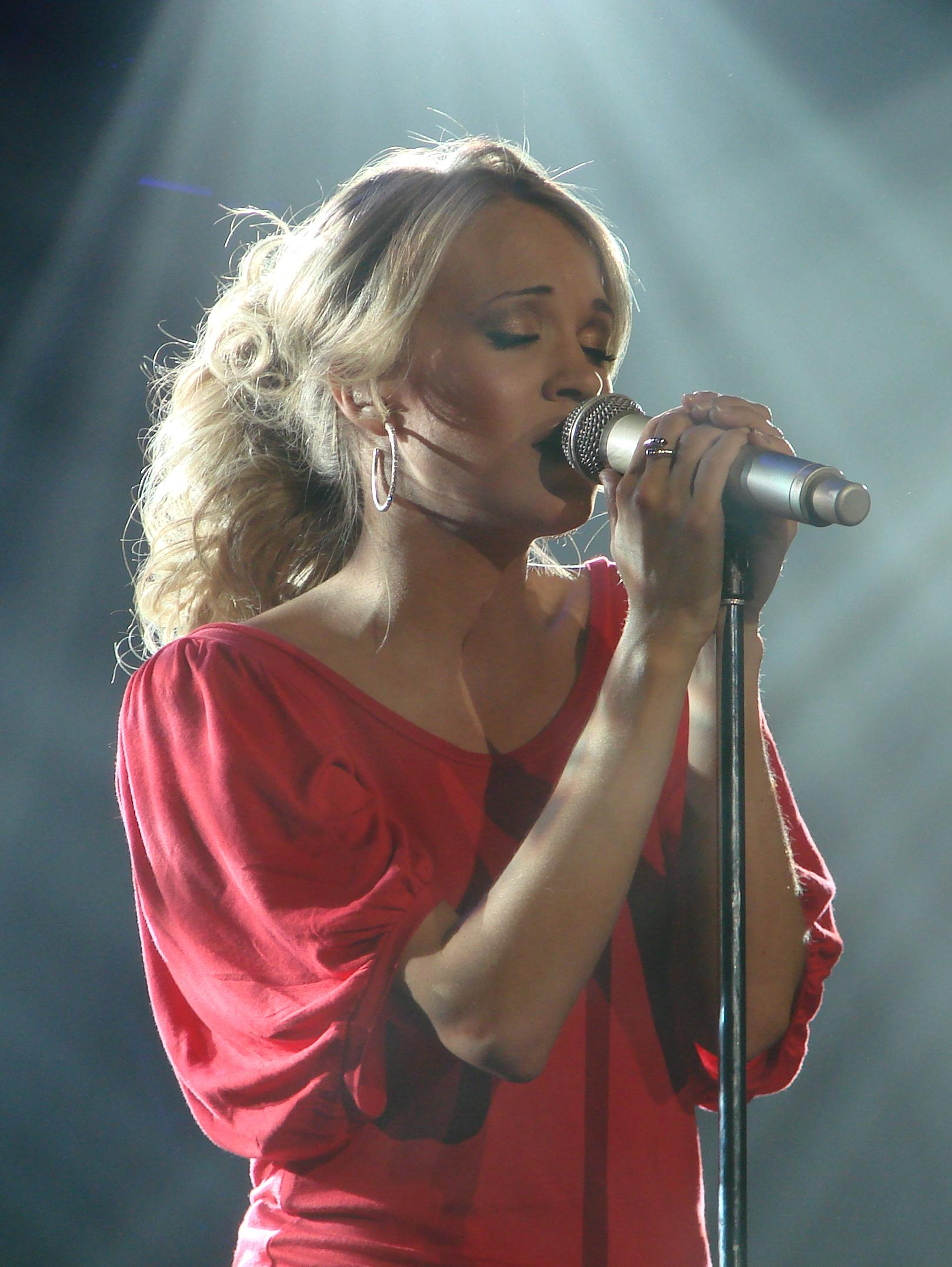
Underwood durante un concierto en el World Arena en 2006.

El álbum debut de la cantante, Some Hearts, fue lanzado en noviembre de 2005, entrando al Billboard Hot 200 con 315 000 copias vendidas en su primera semana. El álbum se convirtió en el álbum más vendido en el año 2006 en los Estados Unidos y el álbum country más vendido entre 2006 y 2007. Some Hearts desde entonces ha sido certificado 7 veces Platino por la RIAA, y es el álbum que se vendió más rápido en toda la historia de SoundScan, el álbum debut más vendido por una solista femenina en la historia de la música country, hasta febrero de 2008, y el álbum más vendido por una ex-American Idol en los Estados Unidos. “Inside Your Heaven”, el primer sencillo de la cantante, fue lanzado en junio, debutando en el número uno en el Billboard Hot 100 y en el Canadians Singles Chart. Fue la canción que se quedó por más tiempo en el número uno en 2005 en Canadá. “Inside Your Heaven” es el único sencillo por una artista country en posicionarse en el número uno en el ‘’Hot 100’’ en la década de los 2000. Vendió alrededor de 1 000 000 copias y fue certificado Oro por la RIAA y dos veces Platino por la CRIA. El primer sencillo del álbum, Jesus, Take the Wheel, fue lanzado a las radios en octubre y luego subió al número uno en las Hot Country Songs de Billboard, permaneciendo en la cima por seis semanas consecutivas, y llegó hasta el número veinte en el Hot 100. La canción vendió más de dos millones de copias y fue certificado 2 veces Platino por la RIAA. El segundo sencillo del álbum, “Some Hearts, fue lanzado en octubre, pero sólo en las radios pop. “Don't Forget To Remember Me”, su tercer sencillo, también probó ser un éxito, llegando al número dos en las Hot Country Songs. Más tarde ese año, el tercer sencillo country y el cuarto sencillo del álbum, “Before He Cheats”, alcanzó el número uno en la lista Hot Country Songs, permaneciendo en la cima por cinco semanas consecutivas. La canción también alcanzó el octavo puesto en el ‘’Billboard Hot 100, consiguiendo ser la canción que subió más lento en el Top 10 del Billboard Hot 100. Vendió más de tres millones de copias, siendo certificado 3 veces Platino, y es el cuarto sencillo country más vendido digitalmente de todos los tiempos.
El 11 de abril de 2007, Underwood continuó con su marca de canciones country en el top 10 con el lanzamiento de Wasted, que llegó también al número uno en las ‘’Hot Country Songs’’, vendió alrededor de un millón de copias y fue certificado Oro por la RIAA.
En agosto de 2008, “Jesus, Take the Wheel” fue certificado Platino, haciendo de Underwood la primera artista country en tener dos canciones Platino Mastertone junto con “Before He Cheats”, que fue certificado antes en 2007. Underwood se embarcó en su primera gira, ‘’Carrie Underwood: LIVE 2006’’, con fechas en Norteamérica.
En los ‘’Billboard Music Awards’’ 2005, su canción número uno “Inside Your Heaven” ganó el premio Top-Selling Hot 100 Song of the Year y además en Top-Selling Country Single of the Year, además del Country Single Sales Artist of the Year. En los ‘’Academy of Country Music Awards’’ en 2006, ella ganó el Mejor Vocalista Femenina Nueva y Sencillo del Año por “Jesus, Take the Wheel”.
En la 40° edición de los ‘’Country Music Association Awards’’ ella ganó el Horizon Award (ahora Mejor Artista Nuevo) y Mejor Vocalista Femenina del Año. En los CMT Awards en 2006, Underwood ganó el Video Revelación del Año y Mejor Video Femenino por “Jesus, Take the Wheel”. Más tarde ella ganó el premio “Artista Revelación del Año” en los American Music Awards, también fue nominada para Artista Country Favorita. Ella ganó 5 premios en los ‘’Billboard Music Awards’’ de 2006, incluyendo Álbum del Año, Top 200 Artista Femenina del Año, Mejor Artista Country Femenina, Nuevo Artista Country, y álbum Country del Año. Más tarde ese año, Underwood ganó un ’’Gospel Music Association Dove Award’’ por Mejor Grabación del Año, por “Jesus, Take the Wheel”. En los ‘’Academy of Country Music Awards’’ en 2007, Underwood ganó Álbum del Año, Video del Año, y Vocalista Femenina del Año. Fue nominada para “World’s Best Selling New Artist of the Year” en los World Music Awards en 2006. En los CMT Awards en 2007 en Nashville, Tennessee, el 16 de abril, “Before He Cheats” ganó tres premios, incluyendo Video del Año, Video Femenino del Año, y Director de un Video del Año. Underwood ganó dos premios en los CMA Awards ese mismo año: Vocalista Femenina del Año y Sencillo Grabado del Año, por “Before He Cheats”. En 2007, en la 49° Edición de los Premios Grammy, Some Hearts recibió cuatro nominaciones a un Grammy y Underwood ganó sus primeros dos Premios Grammy: Mejor Artista Nuevo y Mejor Interpretación Vocal Femenina Country por “Jesus, Take the Wheel”.
En la 50° Edición de los Premios Grammy Underwood fue nominada a dos Grammys más: Mejor Interpretación Vocal Femenina Country, por “Before He Cheats” y Mejor Colaboración Country por “’’Oh Love’’” a dueto con Brad Paisley. Ella ganó un premio esa noche, por Mejor Interpretación Vocal Femenina Country, e interpretó la canción esa noche.
En diciembre de 2005, Underwood fue nombrada Oklahomana del Año por ‘’Oklahoma Today’’. En diciembre de 2006, Underwood se unió a Tony Bennett, Michael Bublé y a Josh Groban e interpretaron “For Once In My Life” en The Oprah Winfrey Show. También ese mes, ella rindió tributo a Dolly Parton, cantando “Islands in the Stream” con Kenny Rogers (interpretada originalmente por Parton y Rogers) en The Kennedy Center Honors, donde se rindió un homenaje a Parton ese año. Underwood interpretó en el USO Christmas Tour en Irak en la temporada de Navidad de 2006. Underwood también interpretó en el concierto ‘’Idol Gives Back’’ en 2007 cantando “I'll Stand By You, un cover del éxito de The Pretenders. Su versión de la canción debutó en el número seis en Billboard Hot 100. También en 2007, Victoria's Secret nombró a Underwood como la Artista Country Más Sexy.

### 2007–2009:Carnival Ridey éxito comercial

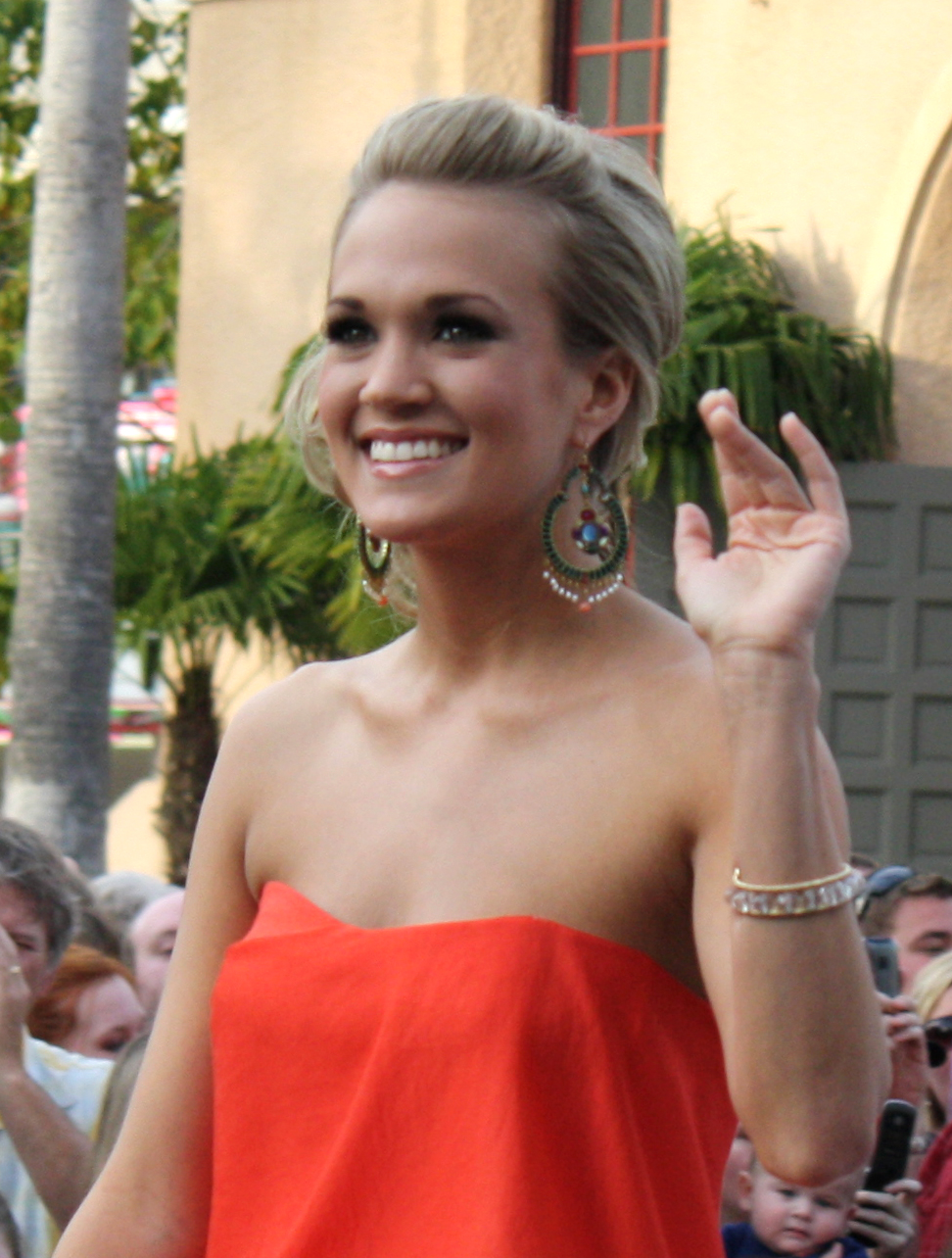
Underwood en American Idol Estreno de experiencia, febrero de 2009.

El segundo álbum de estudio de Underwood, Carnival Ride, fue lanzado en octubre de 2007. En Carnival Ride, Underwood estuvo más involucrada en la escritura de canciones; ella se encontró con escritores en el Nashvilles’s Ryman Auditorium para colaborar con varios nombres conocidos como Hillary Lindsey, Craig Wiseman, Rivers Rutherford, y Gordie Sampson. Carnival Ride vendió más de 527 000 copias en su primera semana, debutando en el número uno tanto en el Billboard Hot 200 como en el Hot Country Albums, también llegó al número uno en el Canadian Albums Chart. Carnival Ride fue certificado doble Platino sólo dos meses luego de su lanzamiento, en diciembre. El álbum ha sido certificado 3x Platino por la RIAA, por haber vendido más de tres millones de copias. “So Small”, el primer sencillo del álbum, fue lanzado en julio de 2007 y llegó al número uno en las Hot Country Songs, pasando en la cima tres semanas consecutivas. “All-American Girl”, el segundo sencillo, también llegó al número uno en las listas country de Estados Unidos. En noviembre del 2007, sacó su canción titulada “Ever ever after” tema de la canción de la película de Disney, Encantada.
Su tercer sencillo, “Last Name”, llegó al número uno en las listas country de Estados Unidos igual que su predecesor. Esto convirtió a Underwood la primera artista country en tener dos álbumes consecutivos con tres número uno en las listas, cosa que solo pasó con Shania Twain en 1998. “Just a Dream”, el cuarto sencillo del álbum, fue lanzado en julio de 2008 y subió hasta la cima del Hot Country Charts, pasando allí por dos semanas consecutivas. Con esto, Underwood se convirtió en la tercera artista femenina en la historia de la música country en tener cuatro sencillos en el número uno, siendo Rossanne Cash con King's Record Shop, y Shania Twain con The Woman In Me las otras artistas que ocupan este puesto. El quinto sencillo del álbum, “I Told You So”, un dueto con el artista original de la canción, “Randy Travis, fue lanzado en febrero de 2009. Llegó al número dos en las listas country de Estados Unidos y número nueve en el Hot 100. Carnival Ride ha producido cuatro sencillos certificados Platino, “So Small”, “All-American Girl”, “Last Name” y “Just a Dream”, y un sencillo certificado Oro, “I Told You So”, que vendió casi un millón de copias.
En enero de 2008, Underwood se embarcó en una gira con Keith Urban nombrado The Love, Pain and the Whole Crazy Carnival Ride Tour, con fechas alrededor de toda la nación que se extendieron hasta abril. Ella luego se embarcaría en su propia gira, el Carnival Ride Tour, en febrero de 2008, con fechas alrededor de Norteamérica, que terminó el 14 de diciembre de 2008.
Para fines del 2007, Underwood ganó 5 premios en los Billboard Music Awards, incluyendo Artista del Año del Billboard 200 y Artista Country del año. También, ese mismo año ganó tres American Music Awards: Artista del Año, Cantante Country Favorita, y Mejor Álbum Country, por Some Hearts. En 2008, en los Academy of Country Music Awards, ella ganó el premio a Mejor Vocalista Femenina, por 2.º año consecutivo. En los American Music Awards del 2008, Carnival Ride ganó el premio a Álbum Country Favorito, convirtiéndolo en su segunda victoria en dicha categoría.

### 2009–2012:Play Ony colaboraciones

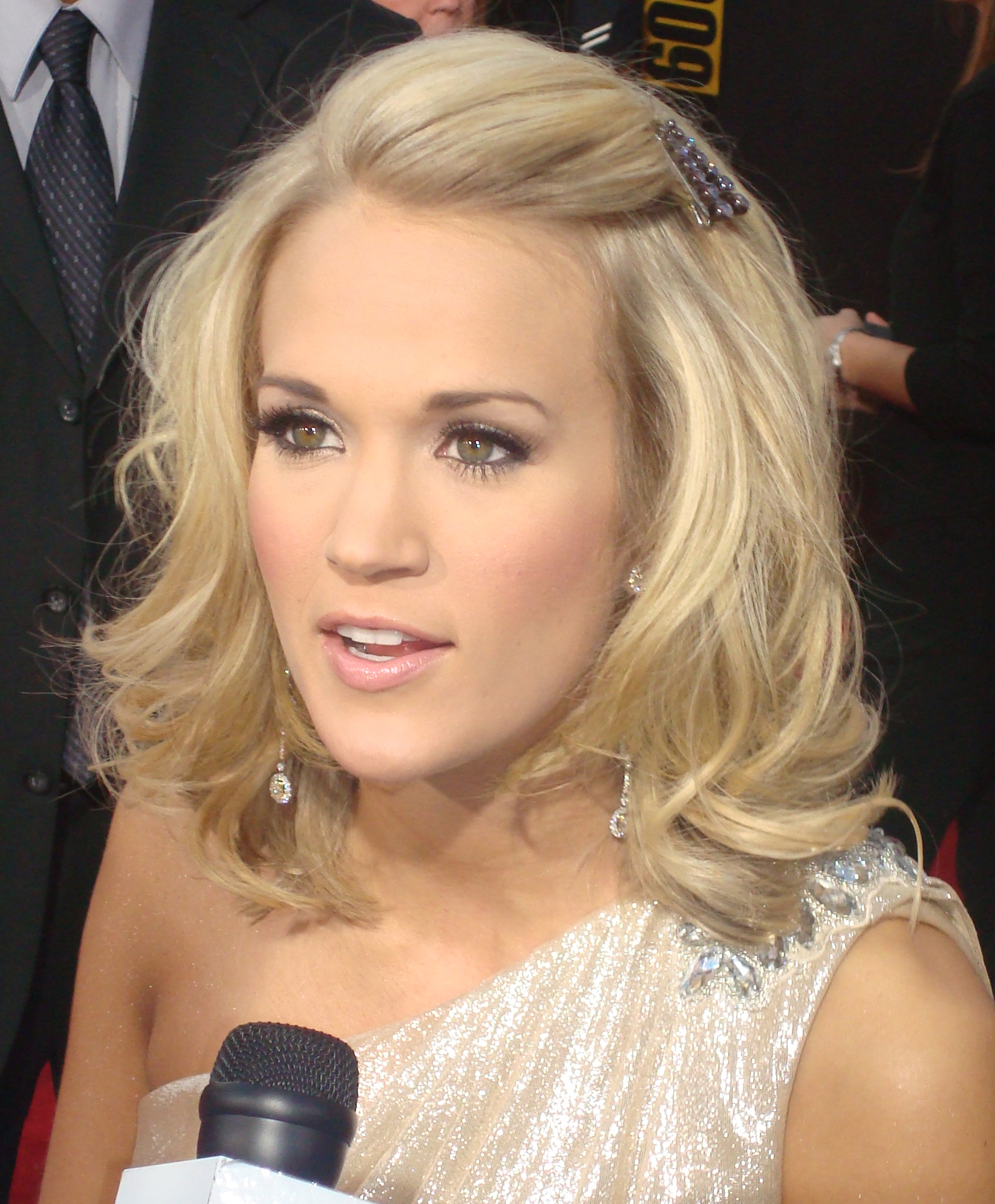
Underwood en American Music Awards de 2009.

Es su tercer disco de estudio y fue lanzado el 3 de noviembre en Estados Unidos, por el sello discográfico Arista Nashville. El álbum tiene trece canciones, pero en su versión: iTunes Bonus Track, para Estados Unidos y Canadá cuenta con el bonus track "O Holy Night".
Los primeros sencillos fueron "Cowboy Casanova" y "Temporary Home", y alcanzó el puesto #1 en Billboard Hot Country Songs. "Undo It", el tercer sencillo, también alcanzó el puesto #1 en Billboard Hot Country Songs. El cuarto sencillo fue "Mama's Song".
El 10 de julio de 2010, Carrie se casó con el jugador de hockey canadiense Mike Fisher de los Nashville Predators.

### 2012–13:Blown Awayy gira global

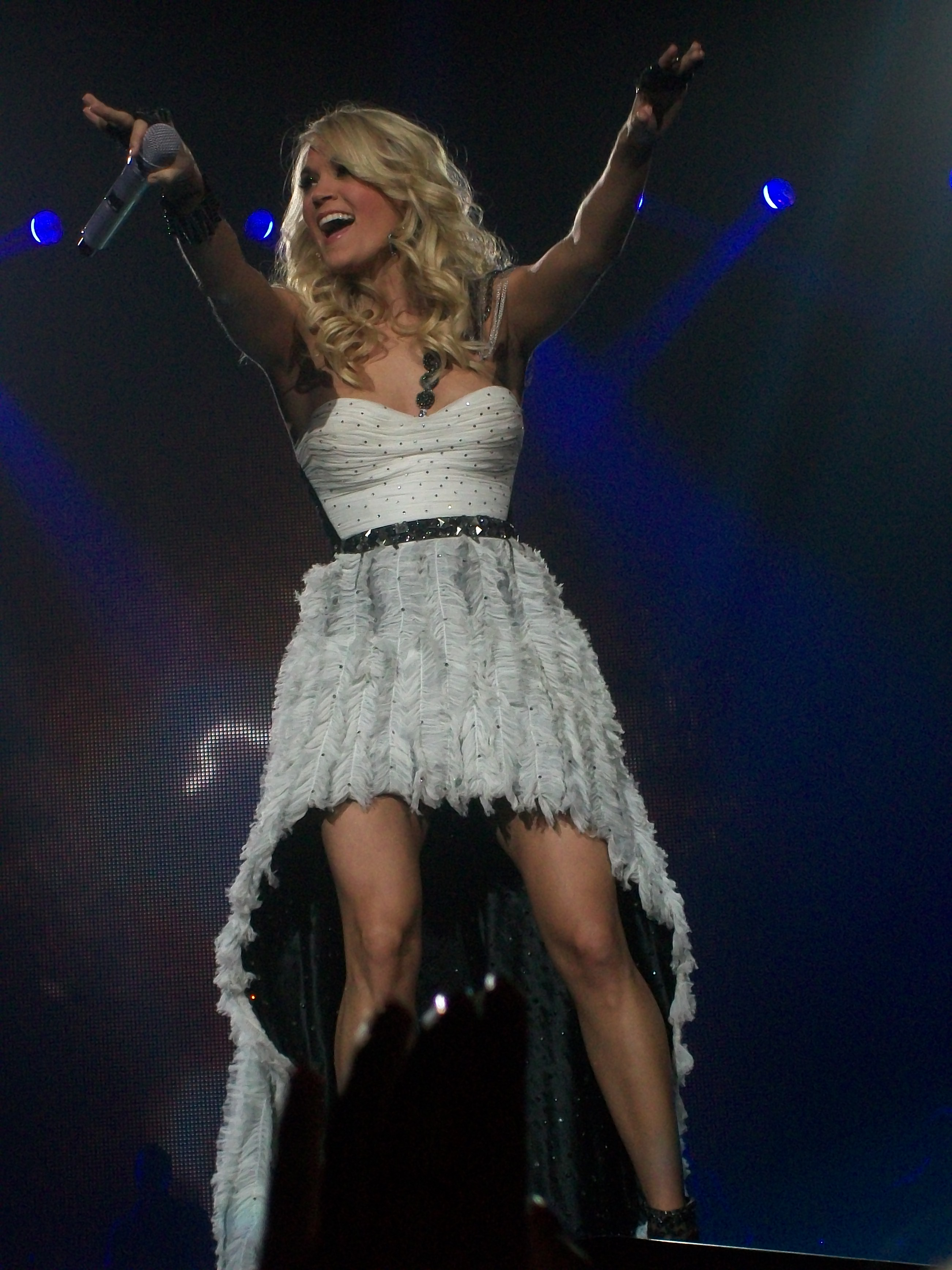
Underwood presentando en Blown Away World Tour, 2012.

El 23 de febrero de 2012 Carrie lanzó el primer sencillo de su cuarto álbum de estudio llamado "Good Girl". Carrie reveló la portada y el título de su nuevo álbum el 5 de marzo de 2012 que tendría por nombre "Blown Away" en la carátula se puede apreciar a Carrie con un vestido en tonalidades grises y de una larga cola en una paisaje con un cielo de nubes grises. El álbum salió a la venta el 1 de mayo de 2012.
El vídeo oficial de "Good Girl" fue lanzado el 12 de marzo de 2012 en Entertainment Tonight y Vevo.
El segundo sencillo del álbum es "Blown Away". El vídeo oficial fue estrenado el 28 de julio de 2012.
Carrie en noviembre de 2012 confirmó por su cuenta oficial de Twitter que el tercer sencillo sería "Two Black Cadillacs" y que empezaría a grabar el videoclip pronto. El vídeo se estrenó el 23 de enero de 2013 en Entertainment Tonight y Vevo.
En marzo de 2013, Carrie anunció por su cuenta de Twitter que el cuarto sencillo sería See You Again y fue lanzado el día 7 de junio del 2013 en Vevo

### 2014-15:Greatest Hits: Decade #1

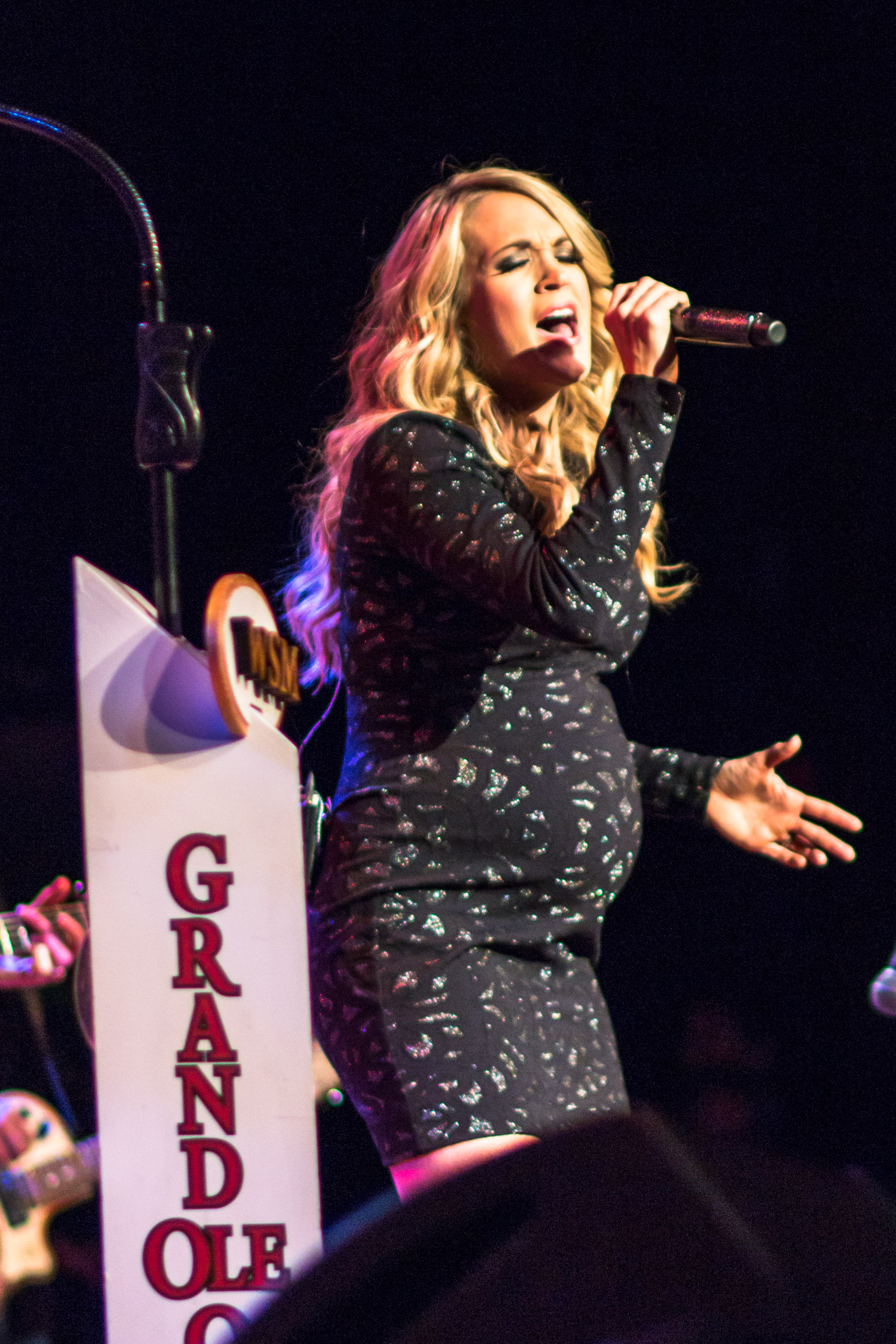
Embarazada Carrie en el Grand Ole Opry, diciembre de 2014

Underwood confirmó que ella comenzó a planear un nuevo álbum en agosto de 2013 y se iniciaría el trabajo de preparación en algún momento de 2014. Underwood dijo a Billboard: "Después de Sonrisas y lágrimas, siento que realmente puedo apretarse el cinturón y empezar a trabajar en el próximo álbum". Underwood también declaró que ha estado planeando otro viaje, que puede ser que me bajó el tono a formar sus los anteriores, afirmando: "No he pensado mucho en eso porque yo no sé lo que el próximo álbum va a sonar como, pero me gusta allí de pie y cantando, también. Puedo tomar un enfoque diferente, un enfoque más simple en la siguiente. Me encantó la energía que los conciertos de rock tenían", dijo Underwood en Billboard.
Underwood se ofrece en el álbum de Miranda Lambert, Platinum, en una canción llamada «Somethin' Bad». En 2014, Academy of Country Music otorgó Underwood el Premio al Logro Especial Gene Weed, por su amplia exposición a través de NFL Sunday Night Football, la transmisión en vivo de The Sound of Music, Blown Away tour mundial y su trabajo de caridad con American Red Cross y C.A.T.S. Foundation. Su éxito en las listas, especialmente su récord de tener la mejor racha de partida siempre por una mujer en Country Airplay de Billboard (18 diez principales accesos a la carta), llevó Billboard nominar Underwood para el premio Milestone en los Billboard Music Awards de 2014. Los ganadores se darán a conocer el 18 de mayo, durante la ceremonia de premiación. Time listado Underwood como una de las 100 personas más influyentes del mundo en 2014, colocándola en la categoría de "Icons".
En septiembre de 2014, Carrie Underwood apareció en The Today Show, donde ella anunció por primera vez una gran compilación de grandes éxitos, Greatest Hits: Decade #1 y su primer sencillo, «Something in the Water». El álbum fue lanzado el 9 de diciembre de 2014.

### 2015–2017:Storyteller, cambio de discográfica y lesión
Carrie volvió al estudio para terminar su quinto álbum de estudio en la primavera de 2015. En julio de 2015, Underwood anunció que la nueva música estaría fuera para septiembre. El 20 de agosto de 2015 a través de stream Facebook, Carrie anunció su álbum se titularía Storyteller, programado para ser lanzado el viernes, 23 de octubre de 2015. El primer sencillo, «Smoke Break», fue atendida a la radio inmediatamente después del anuncio. Storyteller debutó en el n.º 2 en el Billboard 200, por lo que el único artista country Carrie tener su primer debut en cinco discos de estudio a Números 1 o 2 en el Billboard 200. Además, el álbum debutó en el n.º 1 en la lista Top Country Albums, Carrie ganando otro récord como el único artista para marcar seis consecutivos álbumes número uno en la lista. El segundo sencillo del álbum, «Heartbeat» lanzado a la radio country el 30 de noviembre de 2015. Alcanzó el número uno en la lista Billboard Country Airplay Carrie convirtiéndose en la 14.ª líder de las listas, ampliando su récord para el mayor número uno de las mujeres en la historia de la lista. El 3 de abril de 2016, «Church Bells» fue lanzado como el tercer sencillo del álbum se convirtió en su carrera 15.ª n.º 1 en la lista Country Airplay, tanto extendiendo su récord de mayor número-unos entre las mujeres en la historia de la lista. Carrie se convirtió en la primera artista femenina en anotar dos números uno en la lista Country Airplay en 2016. Un cuarto sencillo, «Dirty Laundry», fue elegido del álbum.
En junio de 2016, Carrie recibió tres nominaciones de los premios CMT Music Awards, se llevó a casa dos premios por «Smoke Break», ampliando su CMT Music Award un total de 15 la mayor cantidad entre todos los actos. Ella fue nombrada Vocalista Femenina del Año por los premios American Country Countdown Awards en 2016, y también recibió el CMA Premio del Presidente. En julio, cogió su quinto Premio Teen Choice Awards, para la opción del artista country.

### 2018–2019:Cry Pretty

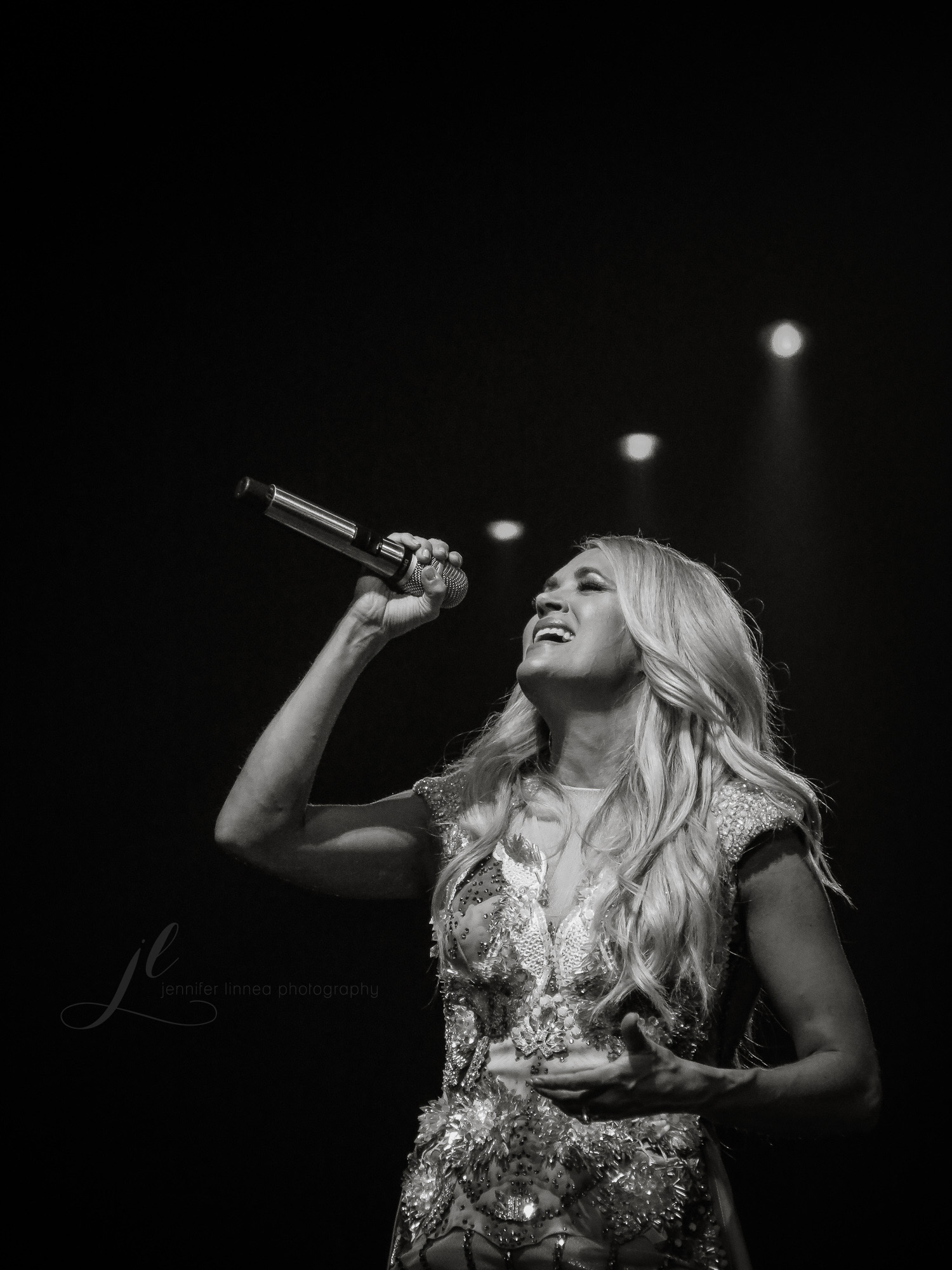
Underwood cantando en la gira Cry Pretty Tour, en septiembre de 2019

En enero de 2018, Underwood lanzó «The Champion», un sencillo promocional a dúo con Ludacris para el Super Bowl LII. «The Champion» es el primero sencilo de Underwood bajo el género pop. La canción debutó en el número 47 de la lista Billboard Hot 100, impulsada por su lanzamiento en el número tres de la lista Digital Songs con 61.000 descargas. Underwood conoció al compositor y productor David García en 2017, con quien comenzó a coproducir su nuevo álbum. Underwood regresó a los escenarios por primera vez desde su accidente y estrenó su nuevo sencillo «Cry Pretty» en la 53.ª edición de los Premios ACM el 15 de abril, donde recibió dos nominaciones; ganó el premio al Evento Vocal del Año por «The Fighter» con Keith Urban. El 11 de mayo celebró una década como miembro del Opry. El 13 de mayo, Underwood regresó a American Idol, ahora reiniciado en ABC, para ser mentora de los cinco mejores concursantes de la decimosexta temporada. Interpretó «Cry Pretty», además de «See You Again» con los cinco concursantes restantes.
El 8 de mayo, Underwood recibió cuatro nominaciones y una victoria para los CMT Music Awards de 2018. Interpretó «Cry Pretty» en la ceremonia de junio y amplió su récord como la artista con más victorias en la historia del programa. Recibió una nominación a «mejor artista country» y «Cry Pretty» recibió una nominación a «mejor canción country» para los Teen Choice Awards, ganando el primero y ampliando su récord de más victorias en la categoría. El 22 de junio, Underwood fue galardonada con el «premio al héroe» de los Radio Disney Music Awards, en reconocimiento a su labor humanitaria. Ella y Ludacris interpretaron juntos «The Champion» en la ceremonia de entrega de premios.

### 2020–2021:Find Your Path,My GiftyMy Savior
Underwood publicó su primer libro, Find Your Path, el 3 de marzo de 2020, realizó una gira y apareció en programas de televisión como el de The Rachael Ray Show. Recibió dos nominaciones para la 55ª edición de los Premios de la Academia de la Música Country; «artista del año» y «artista femenina del año». Más tarde ganó el premio a la «artista del año», lo que la convirtió en la mujer más premiada en esa categoría. Underwood empató con Thomas Rhett, siendo la primera vez en la historia que dos artistas comparten el premio. En la 54ª edición de los premios anuales de la Country Music Association, recibió dos nominaciones, incluida la de «artista del año», su tercer año como nominada en esa categoría. Underwood amplió su propio récord de más victorias en la historia de los CMT Music Awards history; el vídeo de «Drinking Alone» obtuvo dos premios, incluido el de Vídeo del Año, cuando la ceremonia se emitió en directo el 21 de octubre. En agosto de 2020, presentó su propio programa de radio en Apple, titulado XO Radio.

### 2022–presente:Denim & Rhinestones
El 18 de marzo de 2022, Underwood lanzó el sencillo «Ghost Story»; la canción sirvió como sencillo principal del noveno álbum de estudio de Underwood, Denim & Rhinestones, que fue lanzado el 10 de junio de 2022. El sencillo alcanzó un máximo de diez en el Country Airplay. El 3 de abril de 2022, Underwood ganó el premio Grammy al «mejor álbum de roots gospel». Al hablar con la prensa, una llorosa Underwood expresó: «Siento que es uno de los trabajos más importantes que he querido hacer literalmente en toda mi carrera, y lo conseguí». En la ceremonia interpretó por primera vez «Ghost Story». En los CMT Music Awards de 2022, Underwood ganó en dos categorías, incluyendo «vídeo del año», por «If I Didn't Love You» con Jason Aldean, continuando su carrera como la artista más premiada en la historia del programa. También interpretó por segunda vez en directo «Ghost Story», suspendida a varios metros por encima del escenario. El 30 de abril, Underwood fue cabeza de cartel en el Stagecoach Festival y actuó con Axl Rose. Realizó la gira Denim & Rhinestones Tour con Jimmie Allen como telonero.
En enero de 2025, Underwood interpretó «America the Beautiful» en la segunda toma de posesión del presidente estadounidense Donald Trump. Cantó a capela, tras complicaciones con el acompañamiento musical previsto. La afiliada a ABC News, KABC-TV, calificó la presentación como un «momento unificador». Tras la «intensa reacción» de los fans y la reacción mixta de los medios de comunicación, Underwood calificó su decisión de actuar en la toma de posesión como una respuesta a una llamada «en un momento en que todos debemos unirnos en el espíritu de unidad y mirando hacia el futuro».

## Vida personal
Underwood es cristiana evangélica.
Underwood mantuvo una relación amorosa con el quarterback de los Dallas Cowboys Tony Romo durante el año 2007. Más tarde, en el año 2008, salió esporádicamente con el actor Chace Crawford.
En octubre de 2008, la cantante conoció al jugador de hockey Mike Fisher en uno de sus conciertos gracias a su director musical, Mark Childers. A finales de ese mismo año comenzaron una relación y el 20 de diciembre de 2009 la pareja se comprometió. El 10 de julio de 2010 Carrie y Mike se casaron en una caremonia celebrada en Greensboro, Georgia. El 1 de septiembre de 2014, Carrie y Mike Fisher anunciaron a través de sus cuentas de Twitter que Underwood estaba embarazada. El 3 de marzo de 2015 Carrie anunció en sus cuentas oficiales de Twitter e Instagram que el 27 de febrero de 2015 le habían dado la bienvenida a su primer hijo, Isaiah Michael Fisher. El 21 de enero de 2019 nació el segundo hijo de la pareja, Jacob Bryan Fisher.

## Premios y honores
Carrie Underwood ha sido ganadora de ocho premios Grammy, dieciséis Billboard Music Awards, once Academy of Country Music Awards, ocho American Music Awards, cinco Country Music Association Awards, entre muchos otros. Como compositor, ella también ha recibido una nominación al Globo de Oro y ganado diez BMI Awards. Carrie Underwood fue incluido en Grand Ole Opry en 2008, por sus muchos logros en la música country, y en Oklahoma Music Hall of Fame en 2009. en diciembre de 2009, fue galardonada con el prestigioso Premio de Armonía de Nashville Symphony Orchestra por sus logros en la música a través de muchos géneros. en 2013, ella recibió Artista Achievement Award en la 38.ª anual Nueva York Honores Gala celebrada por T.J. Martell Foundation. En 2014, fue homenajeada por Country Radio Broadcasters con el Premio Humanitario CRB artista en Country Radio Seminar.

## Discografía
- Some Hearts (2005)
- Carnival Ride (2007)
- Play On (2009)
- Blown Away (2012)
- Storyteller (2015)
- Cry Pretty (2018)
- My Gift (2020)
- My Savior (2021)
- Denim & Rhinestones (2022)

## Giras musicales
Como cabeza de cartel
- Carrie Underwood: Live in Concert (2006)
- Carnival Ride Tour (2008)
- Play On Tour (2010–11)
- Blown Away Tour (2012–13)
- Storyteller Tour: Stories in the Round (2016)
- The Cry Pretty Tour 360 (2019)
- The Denim & Rhinestones Tour (2022)

Co-cabeza de cartel
- American Idols LIVE! Tour 2005 (2005)
- Love, Pain and the Whole Crazy Carnival Ride Tour (2008) (con/Keith Urban)
- C2C: Country to Country con Tim McGraw (2013) con Miranda Lambert y Eric Church (2016)
- Ripcord World Tour (con/Keith Urban) (2016)

Residencias
- Reflection (2021)

## Filmografía
| Año           | Aparición                                     | Rol                      | Notas                                                                |
| ------------- | --------------------------------------------- | ------------------------ | -------------------------------------------------------------------- |
| 2005          | American Idol                                 | Participante             | Ganadora de la Cuarta Temporada                                      |
| 2007-2008     | Saturday Night Live                           | Invitada Musical         |                                                                      |
| 2008–presente | Country Music Association Awards              | Ella misma/Coanimadora   |                                                                      |
| 2009          | Carrie Underwood: An All-Star Holiday Special | Ella misma               | Especial de Navidad                                                  |
| 2010          | How I Met Your Mother                         | Tiffany                  | Episodio: «Hooked»                                                   |
| 2010          | Sesame Street                                 | «Carrie Underworm» (voz) | «Squirmadega Car Race» (28 de diciembre); canción: «The Worm Anthem» |
| 2010          | The Buried Life                               | Ella misma               |                                                                      |
| 2010          | Extreme Makeover: Home Edition                | Ella misma               |                                                                      |
| 2011          | Soul Surfer                                   | Sarah Hill               | Debut en el cine                                                     |
| 2011          | Blue Bloods                                   | Ella misma               |                                                                      |
| 2012          | Zendaya: Behind the Scenes                    | Ella misma               | Documental                                                           |
| 2012          | CMT Crossroads – con Steven Tyler             | Ella misma               | From the Pepsi Super Bowl Fan Jam                                    |
| 2013          | The Sound of Music Live!                      | Maria Rainir/von Trapp   | Producción original de NBC                                           |
| 2014          | 'Nashville'                                   | Ella misma               |                                                                      |
| 2016          | Talking Dead                                  | Ella misma               | Discusión de The Walking Dead del episodio «No Way Out»              |
| 2016          | Popstar: Never Stop Never Stopping            | Ella misma               |                                                                      |
| 2022          | Cobra kai                                     | Ella misma               |                                                                      |